# Diecezja Joaçaba
Diecezja Joaçaba (łac. Dioecesis Ioassabensis) – diecezja Kościoła rzymskokatolickiego w Brazylii. Należy do metropolii Chapecó, wchodzi w skład regionu kościelnego Sul IV. Została erygowana przez papieża Pawła VI bullą Quo aptius w dniu 12 czerwca 1975.

## Biskupi diecezjalni
- Henrique Müller OFM (1975 – 1999)
- Osório Claudio Bebber OFMCap (1999 – 2003)
- Walmir Alberto Valle IMC (2003 – 2010)
- Mário Marquez OFMCap (od 2010)